# Club Hispano de Castrillón
El Club Hispano de Castrillón es un club de fútbol de España, de la población de Piedras Blancas, en la Comarca de Avilés en Asturias. Fue fundado en 1925. En la actualidad su primer equipo compite en la Segunda Asturfútbol de Asturias. Su estadio es La Ferrota, con una capacidad aproximada de 2500 espectadores.

## Historia
El primer club con ese nombre en la localidad fue creado en 1925, aunque tuvo una muy corta existencia y desapareció en 1930. El actual club fue fundado en 1950. El Club Hispano de Castrillón, ha sido dos veces subcampeón del Grupo II de la Tercera División, en 1989-90 y 1990-91. El conjunto de Piedras Blancas empezó inscribiéndose en la Segunda Regional. Antes de finalizar la década consiguió ascender a la Tercera División. En su primera temporada en la categoría, la 1958-59, acabó en novena posición. Se mantuvo durante sólo dos temporadas y no conseguiría volver hasta la campaña 1985-86. Esta sería su etapa más duradera en el por entonces cuarto nivel del fútbol español y la más exitosa de su historia. 
A principios de los años 90 lograría disputar dos fases de ascenso a Segunda División B. La primera en la 1990-91, acabaría tercero en un grupo con el Real Valladolid Promesas (equipo que ascendería), Agrupación Deportiva Parla y Sociedad Deportiva Burela. Repetiría clasificación la siguiente temporada, en una liguilla que terminaría con el ascenso del Club Celta Turista y en que también estaban el Zamora C. F. y el Real Madrid C. F. "C". Volvería a categorías regionales en el año 1998.
Sus últimas participaciones en Tercera División serían desde 2002 a 2008, año en que volvería a descender y a vagar por las últimas divisiones autonómicas del Principado de Asturias. 
Ha participado en cinco ocasiones en la Copa del Rey. La primera sería en 1987-88, llegando a segunda ronda y la última en 1993-94, siendo eliminado en la primera eliminatoria. Sus mejores resultados fueron el llegar a tercera ronda en dos ocasiones, en las ediciones de 1990-91 y 1992-93.

### Historia reciente
En la temporada 2008-09 descendió de Regional Preferente y, en la 2009-10, de Primera Regional a Segunda Regional, la categoría más baja del fútbol en el Principado de Asturias.
El 25 de mayo de 2014, frente al Grupo Deportivo Bosco en una promoción de ascenso de ascenso, el equipo verdiblanco ascendía a Primera Regional.

## Uniforme
- Uniforme titular: camiseta verde con laterales blancos, pantalón blanco y medias verdes con ribetes blancos.
- Uniforme alternativo: camiseta amarilla con detalles negros, pantalón y medias negras

## Estadio
El equipo disputa sus partidos como local en el campo municipal de "La Ferrota", que dispone de capacidad para unos 2500 espectadores (con una grada cubierta) y su terreno de juego es de hierba sintética. La instalación pertenece al Ayuntamiento de Castrillón. Fue remodelado entre 2019 a 2021.

## Trayectoria en competiciones nacionales
- Temporadas en Primera División: 0
- Temporadas en Segunda División: 0
- Temporadas en Primera Federación: 0
- Temporadas en Segunda Federación: 0
- Temporadas en Tercera: 21
- Participaciones en Copa del Rey: 5 (1987-88, 1990-91, 1991-92, 1992-93 y 1993-94).

## Equipos
- 1.er. equipo: 2ª Asturfútbol.
- Filial: 3ª Asturfútbol.
- 3 Juveniles: uno en Segunda Juvenil y dos Tercera Juvenil.
- 2 Cadetes:  Tercera Cadete.
- 2 Infantiles: Tercera Infantil.
- 2 Alevínes: Tercera Alevín .
- 4 Benjamines: dos en Segunda y dos en Tercera Benjamín.
- 4 Prebenjamines: uno en Primera, uno en Segunda y dos en Tercera Prebenjamín
- 2 Minibenjamines (no federados)

## Filial
El Club Hispano "B" es el equipo filial. Creado en 2019, la temporada 2023-24 es su quinta temporada en la última categoría autonómica, la Tercera Asturfútbol.

## Fútbol femenino
El Hispano tuvo un equipo de fútbol femenino entre 2011 y 2017, que compitió en el Campeonato de Fútbol Femenino Regional de Asturias.

## Palmarés

### Torneos nacionales
- Subcampeón de Tercera División (2): 1989-90 y 1990-91.

### Torneos autonómicos
- Campeonato de Asturias de Aficionados (1): 1953-54.
- Regional Preferente de Asturias (2): 1984-85 y 2001-02.
- Primera Regional de Asturias (1): 1979-80.
- Subcampeón de la Segunda Asturfútbol (1): 2023-24.
- Subcampeón de la Segunda Regional de Asturias (1): 2013-14.

### Trofeos amistosos
- Trofeo Pravia Descanso de Reyes (1): 2024.